# Оберзаксен-Мундаун
Оберзаксен-Мундаун (нім. Obersaxen Mundaun) — громада  в Швейцарії в кантоні Граубюнден, регіон Сурсельва.

## Географія
Громада розташована на відстані близько 130 км на схід від Берна, 35 км на захід від Кура.
Оберзаксен-Мундаун має площу 70,4 км², з яких на 2,4% дозволяється будівництво (житлове та будівництво доріг), 53,4% використовуються в сільськогосподарських цілях, 24,9% зайнято лісами, 19,3% не є продуктивними (річки, льодовики або гори).

## Демографія
2019 року в громаді мешкало 1165 осіб (+2,1% порівняно з 2010 роком), іноземців було 8,2%. Густота населення становила 17 осіб/км².
За віковим діапазоном населення розподілялося таким чином: 16,2% — особи молодші 20 років, 56,9% — особи у віці 20—64 років, 26,9% — особи у віці 65 років та старші. Було 523 помешкань (у середньому 2,2 особи в помешканні).
Із загальної кількості 604 працюючих 94 було зайнятих в первинному секторі, 135 — в обробній промисловості, 375 — в галузі послуг.